# De Dion-Bouton Type FG
Der De Dion-Bouton Type FG ist ein Pkw-Modell aus den 1910er Jahren. Hersteller war De Dion-Bouton aus Frankreich.

## Beschreibung
Die Zulassung durch die nationale Zulassungsbehörde erfolgte am 5. November 1913. Vorgänger war der Type EJ 4.
Der Vierzylindermotor hat 56 mm Bohrung, 120 mm Hub und 1182 cm³ Hubraum. Er war damals in Frankreich mit 10 Cheval fiscal (Steuer-PS) eingestuft. Bei 1500 Umdrehungen in der Minute leistet er 10,8 bhp. Die Höchstleistung des Motors ist nicht bekannt. Er ist vorne im Fahrgestell montiert und treibt über ein Dreiganggetriebe und eine Kardanwelle die Hinterräder an. Der Wasserkühler ist direkt vor dem Motor hinter einem deutlich sichtbaren Kühlergrill.
Die Basis bildet ein Pressstahlrahmen. Der Radstand beträgt 2622 mm und die Spurweite 1150 mm.
Die Karosserieaufbauten sind nicht bekannt, aber das Vorgängermodell gab es als Phaeton und Tourenwagen.
Das Modell wurde bis 1915 produziert. Bis zum Ende des Ersten Weltkriegs erschien kein Nachfolger.